# Baronías de Irlanda

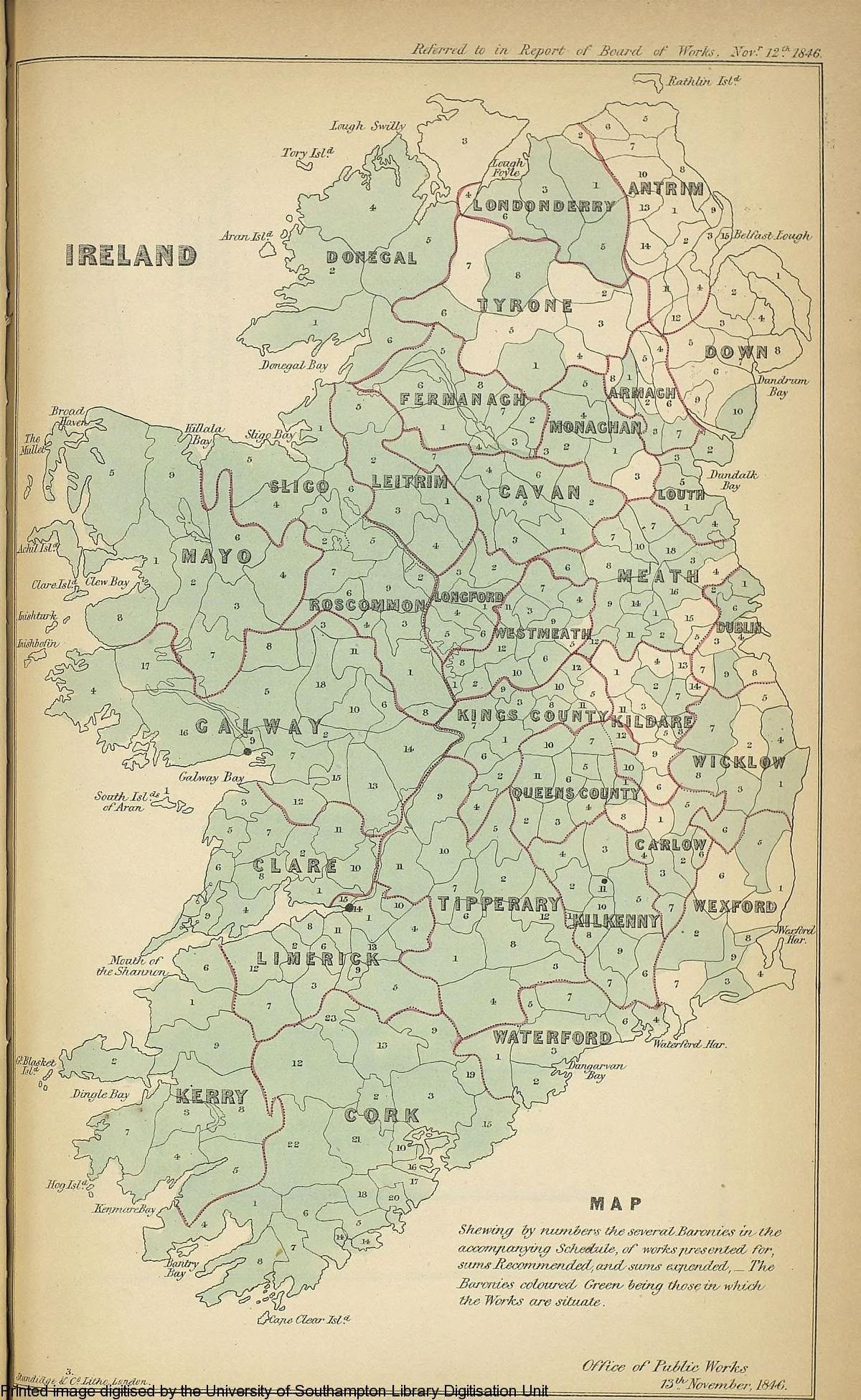
Irlanda en 1846

En Irlanda, una baronía (Barony/ies en inglés, Barúntacht/aí en irlandés) es una subdivisión histórica de los condados análoga de las hundred que pasarían a formar los condados ingleses.
Las baronías se crearon durante la reconquista de los Tudor de Irlanda en sustitución de los cantreds que siguieron a la Invasión Normanda. Algunas baronías se subdividieron en otras manteniendo el mismo estatus de una baronía entera.
Cumplían una función más catastral que administrativa. Durante el tiempo que estuvieron vigentes, recaudaron impuestos modestos poco rentables hasta que fueron reemplazadas en el siglo XIX de acuerdo con el Acta de 1898 del Gobierno. Posteriormente se establecerían los actuales condados, cuyas fronteras difieren de la de las baronías.

## Creación
Durante dos periodos la isla irlandesa estuvo dividida en condados : el este y el sur durante la época anglo-normanda (desde 1169 hasta principios del siglo XIV) y el resto durante los Tudor a partir del siglo XVI.
En cuanto a las baronías, fueron la primera división administrativa, pero en tres niveles:
- "Baronía feudal": señoríos
- "Baronía parlamentaria": Aquellos con títulos nobiliarios tenían derecho a tener representación en el Parlamento
- "Baronía administrativa": Para la recaudación de impuestos